# Bustul lui Alecu Russo din Bălți
Bustul lui Alecu Russo este un monument amplasat în curtea Universității de Stat „A. Russo” din Bălți. Monumentul reprezintă un portret sculptural al lui Alecu Russo cu o făclie în mâină, fiind executat din aramă forjată. Este instalat pe un postament din granit negru.
Până în 2018, bustul era un monument de artă și istoric de importanță națională inclus în Registrul monumentelor Republicii Moldova ocrotite de stat cu nr. 34 (municipiul Bălți). Între 2018 și 2025, bustul a continuat să aibă statut de monument ocrotit de stat ca parte a complexului de clădiri ale Universității „Alecu Russo”, monument arhitectural de importanță națională.
Din 2018, bustul este înregistrat în Registrul național al monumentelor de for public cu codul B-A-mc-004.